# Чернігівка (Вознесенський район)
Черні́гівка —  село в Україні, в Мостівській сільській громаді Вознесенського району Миколаївської області. Населення становить 92 осіб. Орган місцевого самоврядування — Мостівська сільська рада.

## Населення

### Мова
Розподіл населення за рідною мовою за даними перепису 2001 року:
| Мова       | Кількість | Відсоток |
| ---------- | --------- | -------- |
| українська | 80        | 86.96%   |
| російська  | 8         | 8.70%    |
| румунська  | 3         | 3.26%    |
| білоруська | 1         | 1.08%    |
| Усього     | 92        | 100%     |